# John David Washington
John David Washington (Los Angeles, 28 luglio 1984) è un attore ed ex giocatore di football americano statunitense.

## Biografia
Washington è nato nel quartiere Toluca Lake di Los Angeles, in California, figlio dell'attore Denzel Washington e di Paulette Pearson. All'età di sette anni è apparso nel ruolo di uno studente in una classe nel quartiere di Harlem nel film del 1992 Malcolm X, dove suo padre svolge il ruolo di protagonista. Washington ha poi frequentato la Campbell Hall School a Los Angeles, raggiungendo ottimi risultati nel football americano, nel basket e nella corsa.
Nel 2006 vince una borsa di studio di football al Morehouse College. In seguito firma con i St. Louis Rams dopo il Draft NFL del 2006. Comincia poi a giocare in Europa, passando ai tedeschi degli Hamburg Sea Devils nella stagione 2007 come running back. David successivamente recita in varie serie televisive, come Ballers, e film, come BlacKkKlansman, diretto da Spike Lee nel 2018, e Tenet, diretto da Christopher Nolan nel 2020. Recita successivamente da protagonista al fianco di Zendaya in Malcolm & Marie. Nel 2022 fa il suo debutto a Broadway nel dramma di The Piano Lesson di August Wilson, in scena all'Ethel Barrymore Theatre con Samuel L. Jackson; nel 2024 recita nell'adattamento cinematografico della pièce, diretto dal fratello Malcolm Washington e prodotto dal padre.

## Filmografia

### Attore

#### Cinema
- Love Beats Rhymes, regia di RZA (2017)
- Monsters and Men, regia di Reinaldo Marcus Green (2018)
- BlacKkKlansman, regia di Spike Lee (2018)
- Old Man & the Gun (The Old Man & the Gun), regia di David Lowery (2018)
- Monster, regia di Anthony Mandler (2018)
- Tenet, regia di Christopher Nolan (2020)
- Malcolm & Marie, regia di Sam Levinson (2021)
- Beckett, regia di Ferdinando Cito Filomarino (2021)
- Amsterdam, regia di David O. Russell (2022)
- The Creator, regia di Gareth Edwards (2023)
- The Piano Lesson, regia di Malcolm Washington (2024)

#### Televisione
- Ballers – serie TV, 47 episodi (2015-2019)

### Produttore
- Codice Genesi (The Book of Eli), regia di Albert e Allen Hughes (2010) - co-produttore

## Teatro
- The Piano Lesson di August Wilson, regia di LaTanya Richardson. Ethel Barrymore Theatre di Broadway (2022)

## Doppiatori italiani
Nelle versioni in italiano delle opere in cui ha recitato, John David Washington è stato doppiato da:
- Jacopo Venturiero in Monster, Old Man & the Gun, Tenet, Malcolm & Marie, Beckett, Amsterdam, Monster, The Creator, The Piano Lesson
- Francesco Venditti in Ballers, BlacKkKlansman